# Sufrágio direto
O sufrágio direto ou voto direto é uma das classificações do sufrágio. Este ser direto significa que todos os interessados em sua designação votam e o resultado é proclamado dando-se o mesmo peso a cada eleitor, ou seja, sem mediação entre o sufrágio e o resultado. O voto indireto se dá quando ocorrem tais mediações ou intermediações.
As disposições sobre o voto direto estão na constituição de cada país, e seguem as regras estabelecidas pelo órgão eleitoral local (por exemplo, o Tribunal Superior Eleitoral (TSE) no Brasil e a Comissão Nacional de Eleições (CNE) em Portugal).

## História do voto direto no Brasil

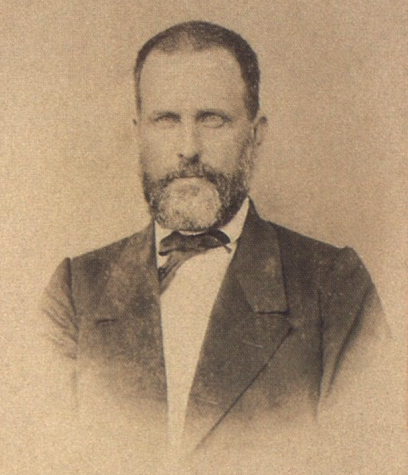
O Conselheiro Saraiva, autor da reforma eleitoral de 1881, que introduziu o voto direto no Brasil.

No Brasil, o voto direto para todos os cargos eletivos foi introduzido com a chamada Lei Saraiva, em 1881. O Decreto nº 3.029, de autoria do Conselheiro José Antônio Saraiva, além de instituir o voto direto, criou o Título de Eleitor, proibiu o voto de analfabetos e garantiu o voto e a elegibilidade de não-católicos, estrangeiros naturalizados e escravos libertos. 
Foi uma bandeira importante na luta contra a ditadura militar instituída pelo golpe de 1964. Embora inicialmente os golpistas afirmassem pretender manter as eleições presidenciais marcadas para 1965, em pouco tempo se prorrogou o mandato do primeiro ditador, o marechal Castello Branco, e sucessivas vezes as eleições diretas para a presidência da República foram sendo adiadas, até se adotar como regra constitucional a escolha indireta por um Colégio Eleitoral dominado pelo partido do governo. 
No caso dos Estados, as eleições diretas foram mantidas em tese, mas também eram adiadas constantemente. As primeiras eleições diretas para governadores - após as de 1965, em que o governo foi derrotado nos principais Estados, o que levou ao Ato Institucional n. 2 - se realizaram em 1982, e para a presidência da República apenas em 1989, quatro anos após o fim da ditadura.

## Método eleitoral
Pode ser feito através de votação diretas em urnas eletrônicas a exemplo do Brasil ou cédulas nos outros países, a exemplo da Dinamarca e Holanda aonde os Parlamentos são eleitos pelo sistema de sufrágio universal ou livre. E o sistema múltiplo distrital usado nos Estados Unidos.

### Urnas eletrônicas
No sistema de urna eletrônica é possível em 24 horas contar os votos de todos os votantes para Vereadores, Deputados Federal, Deputados Estadual, Senadores, Prefeitos, Governadores e Presidentes e respectivos Vices até o nível de Prefeito, pois os demais quando ocorre substituição são chamados de suplentes (Exemplo suplente de Senador).
Neste sistema há possibilidade de anular o voto ou votar em branco. No Brasil, os votos em branco e os votos nulos não são contabilizados, sendo considerados votos inválidos.
Esse caso também vale para grande maioria dos países que usam o sistema de sufrágio livre.

### Contagem manual
Ocorre em regiões e locais aonde ainda há esse tipo de mecanismo ou seja contar manualmente uma a uma as células. Podemos citar o Iraque recentemente, e Estados Unidos na qual venceu George W. Bush, apesar dos problemas ocorridos com a demora para contagem de votos, que pode chegar a mais de um mês. No caso dos americanos uma emenda constitucional, permite a intervenção do supremo em casos de empates.
Em alguns países usa-se o sistema distrital aonde elege-se o candidato do distrito como delegado e este elege o representante popular.
No Brasil existe o voto de legenda muito similar ao distrital porem quem é eleito é o candidato do partido de maior votação no primeiro turno.

## Legislação local

### Brasil
No Brasil é regulamentado pela Lei Federal nº 4.737 (Código Eleitoral - brasileiro), de 15/07/1965 atualizado pela Lei 9.504 de 30/09/97.

### Portugal
Em Portugal, a Legislação Eleitoral é denominada de LEOAL - Lei eleitoral. Está consolidada pelo:
Decreto-Lei 701-B/76, 29 de setembro de 1976. Sendo essa a Lei Eleitoral atual.